# Bádminton en los Juegos Asiáticos de 2010
El torneo de bádminton en los Juegos Asiáticos de 2010 se realizó en Cantón (China), entre el 13 y el 21 de noviembre de 2010.
En total fueron disputadas en este deporte siete pruebas diferentes, tres masculinas, tres femeninas y una mixta.

## Medallero
| Núm. | País          | Oro | Plata | Bronce | Total |
| ---- | ------------- | --- | ----- | ------ | ----- |
| 1    | China         | 5   | 3     | 2      | 10    |
| 2    | Corea del Sur | 1   | 1     | 5      | 7     |
| 3    | Indonesia     | 1   | 0     | 3      | 4     |
| 4    | Malasia       | 0   | 2     | 0      | 2     |
| 5    | Tailandia     | 0   | 1     | 1      | 2     |
| 6    | China Taipéi  | 0   | 0     | 1      | 1     |
| 6    | Hong Kong     | 0   | 0     | 1      | 1     |
| 6    | Japón         | 0   | 0     | 1      | 1     |
|      | TOTAL         | 7   | 7     | 14     | 28    |